# 大雨傘豎角兜蟲
大雨傘豎角兜蟲（學名：Golofa claviger），是金龜科豎角兜蟲屬的一種。

## 外觀
雄蟲體長39~65mm，雌蟲體長35~55mm。頭角和胸角向上，角上有金色細毛，胸角末端膨大，長相類雨傘。

## 分布
本種分布於祕魯和波利維亞。

## 習性
幼蟲期9~12個月，成蟲期3~3個月，成蟲習慣在竹科植物上活動。